# Campionati europei di trampolino elastico 1971
I Campionati europei di trampolino elastico 1971 sono stati la 2ª edizione della competizione organizzata dalla Unione Europea di Ginnastica.
Si sono svolti a Gand, in Belgio.

## Medagliere
| Posiz. | Nazione        | Oro | Argento | Bronzo | Totale |
| ------ | -------------- | --- | ------- | ------ | ------ |
| 1      | Germania Ovest | 3   | 2       | 3      | 8      |
| 2      | Regno Unito    | 1   | 0       | 0      | 1      |
| 3      | Paesi Bassi    | 0   | 1       | 1      | 2      |
| 4      | Svizzera       | 0   | 1       | 0      | 1      |
| Totale | Totale         | 4   | 4       | 4      | 12     |

## Podi
| Evento                  | Oro            | Argento         | Bronzo         |
| Individuale maschile    | Paul Luxon     | Heinz Scholze   | Günter Scholze |
| Individuale femminile   | Margaret Duell | Ute Luxon-Czech | Karin Dinkler  |
| Sincronizzato maschile  | Germania Ovest | Svizzera        | Paesi Bassi    |
| Sincronizzato femminile | Germania Ovest | Paesi Bassi     | Germania Ovest |